# Négyzetes mátrix
A négyzetes mátrix avagy kvadratikus mátrix olyan mátrix, melyben a sorok és oszlopok száma megegyezik. A kvadratikus mátrix sorainak (és oszlopainak) száma a mátrix rendje, ami egy pozitív természetes szám.
Adott n-re egy gyűrű feletti n-ed rendű, azaz az n×n-es mátrixok összessége algebrát alkot.

## Példa
{\displaystyle {\begin{bmatrix}0&0&5\\7&5&0\\2&1&1\end{bmatrix}}}
egy 3×3-as négyzetes mátrix.